# جون جيفرسون
جون جيفرسون (بالإنجليزية: John Jefferson)‏ هو لاعب كرة قدم أمريكية أمريكي، ولد في 3 فبراير 1956 في دالاس في الولايات المتحدة.

## وصلات خارجية
- جون جيفرسون على موقع مرجع كرة القدم المحترفة.كوم (الإنجليزية)